# 科洛德里布卡
48°37′55″N 26°1′0″E / 48.63194°N 26.01667°E
科洛德里布卡（烏克蘭語：Колодрібка）是位於烏克蘭西部特諾皮爾州裏喬爾特基夫區的村莊，始建於1547年，面積22.1平方公里，2001年人口1,337，人口密度每平方公里60.6人。